# 刘如生
刘如生（1938年1月22日—2014年3月8日），祖籍天津。出生于南京灵山，中华人民共和国书画家。
担任中国书法家会会员、南京市书画院书法研究室主任，退休后被聘为南京老年书画院副院长。2014年，参加中国艺术代表团去马来西亚吉隆坡举办交流会，3月8日返航时，因马来西亚航空370号班机事故遇难。